# Frunze (rejon sacki)
Frunze (ukr. Фрунзе, ros. Фрунзе) — wieś w rejonie sackim w Republice Autonomicznej Krymu na Ukrainie.